# Ara ambiguus guayaquilensis
El Guacamayo de Guayaquil (Ara ambiguus guayaquilensis) es un ave de la familia de los psitácidos y una de las dos subespecies de la especie Ara ambiguus. Los papagayos de Guayaquil en estado salvaje viven en escasos sectores de la parte occidental del Ecuador; se hace característico su hábitat en bosques húmedos tropicales y secos del litoral ecuatoriano.
Entre las principales características de esta subespecie está su comportamiento social, de reproducción y ciclo vital, al cual muchos denominan como extrema fidelidad, el cual se ve reflejado a la unión de parejas de por vida, similar a la monogamia, sin embargo, cuando uno de ellos muere, el otro pierde su capacidad reproductiva o no tarda también en morir a causa de la depresión. No existen estudios que confirmen el extraño comportamiento, pero esto se suma a las amenazas que ponen en peligro de extinción a esta subespecie.
La especie A. ambiguus en general ha sido declarada como especie vulnerable (VU) dentro de la clasificación de la UICN, sin embargo la subespecie A. a. guayaquilensis, en particular, ha sido catalogada como especie en peligro crítico de extinción (CR) por la Lista Roja de la UICN en el 2004. Se estima que la subespecie llegue a la extinción dentro de 5 o 10 años. A partir de lo expuesto por la UICN, varios sectores ambientales en el Ecuador han iniciado campañas de protección y conservación de esta subespecie endémica de dicho país. Esta ave fue declarada como símbolo ecológico de la ciudad de Guayaquil.

## Morfología
El papagayo de Guayaquil llega a tener una longitud de 76 a 84 cm. Por lo general, tiene una cara rosada, con líneas faciales rojizas bien definidas en hembras viejas, banda roja frontal sobre su gran pico negro, las plumas de las alas arriba azules y abajo oliváceo, el azul llega hasta atrás con un naranja limitado.

## Distribución y hábitat
Los papagayos de Guayaquil viven en dos únicos sectores en la parte occidental dentro de la República del Ecuador, en la región Litoral (Costa), aunque también se han avistado ciertos grupos menores en zonas de la serranía adyacentes al litoral.
El área más importante de conservación de la subespecie es la que está ubicada en las provincias de Guayas y Santa Elena. El área comprende en la parte sur de la cordillera de Chongón-Colonche y de manera muy especial en el Bosque Protector Cerro Blanco ubicado en el cantón Guayaquil, al oeste de la ciudad homónima.
El otro sector se encuentra en el norte de la provincia de Esmeraldas y áreas adyacentes de la Imbabura. La principal población de este sector vive en la región de la Reserva Ecológica Cotacachi-Cayapas. También ha habido un avistamiento reciente al oeste de Esmeraldas, en el cantón Río Verde.